# Parlamento (programa de televisió)
Parlamento és un programa setmanal de televisió, emès per La 1 de TVE que aborda l'actualitat política de les Corts Espanyoles.

## Format
Amb breus reportatges es fa un repàs de les qüestions que han estat notícia al llarg de la setmana en el Congrés dels Diputats i el Senat d'Espanya. A més, es convida a diputats i senadors a debatre en plató sobre un tema d'interès per als ciutadans.

## Història
El programa es va estrenar el 9 d'abril de 1978 amb el títol de Tribuna del Parlamento i va coincidir amb les Corts Constituents d'Espanya. En aquella època el programa estava dirigit per Mauro Muñiz, amb realització de José Miguel Sierra i col·laboració d'Alberto Delgado i Santiago López Castillo. Després d'una pausa d'un any (en 1979 no es va emetre), el gener de 1980 l'espai torna a les pantalles, rebatejat com simplement Parlamento amb el mateix director i la presentació de Manuel Almendros Muñoz. La labor de Muñiz al capdavant de l'espai no va estar exempta no obstant això d'acusacions de falta de parcialitat per part de l'oposició i finalment seria rellevat del seu càrrec en 1981 i substituït per Santiago López Castillo. En aquesta etapa la presentació va anar a càrrec d'Adela Cantalapiedra.
El programa va tornar a cancerlar-se després de l'arribada a la direcció de RTVE de José María Calviño, a principis de 1983 No tornaria a les pantalles fins a octubre d'aquest mateix any, amb un nou títol Las Cortes de España, dirigit per Manuel Roglán i presentat per Florencio Solchaga (1983-1984) i durant uns mesos per Rosa María Artal. Després de la pausa d'estiu de 1985, l'espai va tornar amb nou títol, Diari de sessions, i amb nova presentadora: María Teresa Campos. L'espai va seguir amb aquest títol fins a desembre de 1986. Després d'un any sense emissions, el programa va tornar a la graella de TVE a l'octubre de 1988, reprenent el seu títol original de Parlamento. Durant aquesta etapa, i fins a 1996, el director i presentador va ser el periodista gallec Manuel Lombao.
Després de la victòria en les eleccions generals de 1996 del Partido Popular i el relleu en la cúpula directiva de Televisió espanyola, Lombao va ser destituït en el seu càrrec al capdavant del programa i substituït per Santiago López Castillo, que ja s'havia responsabilitzat del programa a principis de la dècada de 1980. López Castillo va ser destituït al capdavant del programa en 2002, després de referir-se a la socialista Leire Pajín com a 'morritos Jagger'.
En aquest moment s'encarrega la direcció al periodista Rafael Martínez Durbán i la presentació a Diana Arias. Martínez Durbán fou substituït en 2004 per Prudencio Medel i des de 2012, Arias uneix la direcció i la presentació.

## Polèmiques
El juny de 2013 l'espai va saltar a les pàgines dels periòdics de tirada nacional, en interpretar-se que atribuïa l'autoria dels Atemptats de l'11 de març de 2004 al grup armat ETA. El programa es va veure obligat a demanar disculpes.

## Premis
- Premi "Luis Carandell" de Periodisme Parlamentari (2010), entregat pel Príncep Felip.[14]

## Presentadors
- Alberto Delgado (1978).
- Manuel Almendros (1980-82).
- Adela Cantalapiedra (1982).
- Rosa María Artal (1983).
- Florencio Solchaga (1983-1984).
- María Teresa Campos (1985-1986).
- Manuel Lombao (1988-1996).
- Santiago López Castillo (1996-2002).
- Diana Arias (2002-).

## Directors
- Mauro Muñiz (1978-1981).
- Santiago López Castillo (1981-1982).
- Manuel Roglán (1983-1984).
- Manuel Lombao (1988-1996).
- Santiago López Castillo (1996-2002).
- Rafael Martínez Durbán (2002-2004).
- Prudencio Medel (2004-2011).
- Diana Arias (2012-).